# Gustavus Detlef Hinrichs

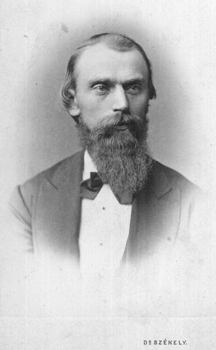

Gustavus Detlef Hinrichs (2 de dezembro de 1836 – 14 de fevereiro de 1923) foi um químico dinamarquês, pioneiro no campo da estrutura de cristais e no desenvolvimento da lei periódica dos elementos químicos. Emigrou para os Estados Unidos em 1860, onde desenvolveu sua carreira na Universidade do Iowa e Universidade de Saint Louis, onde se aposentou em 1907. Seus principais trabalhos incluem o livro Atomechanics (1867) onde propôs a teoria do pantogênio para explicar a relação dos pesos atômicos e artigos científicos na área de astrofísica, geologia e meteorologia.